# NGC 3268
NGC 3268 é uma galáxia elíptica (E2) localizada na direcção da constelação de Antlia. Possui uma declinação de -35° 19' 32" e uma ascensão recta de 10 horas, 30 minutos e 00,3 segundos.
A galáxia NGC 3268 foi descoberta em 18 de Abril de 1835 por John Herschel.